# 羅些灣
羅些灣是澳洲新南威爾斯州忌獵孤洲以南、卑力屈度灣以西的一個海灣。
海灣可能是以玫瑰鸚鵡或洛神花命名。一般認為後者更有可能，因為鄰近地方亦是以植物命名。

## 圖集

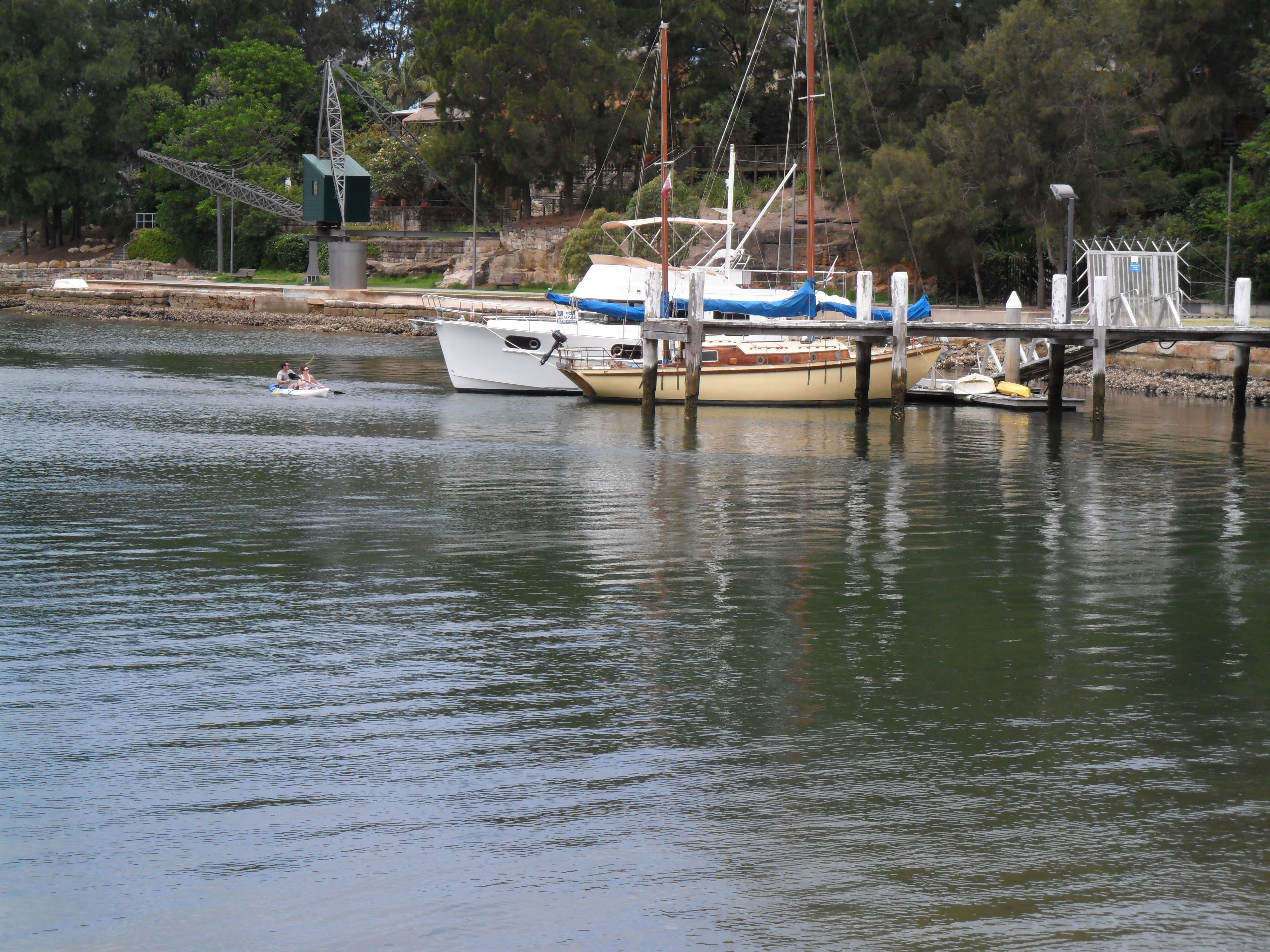
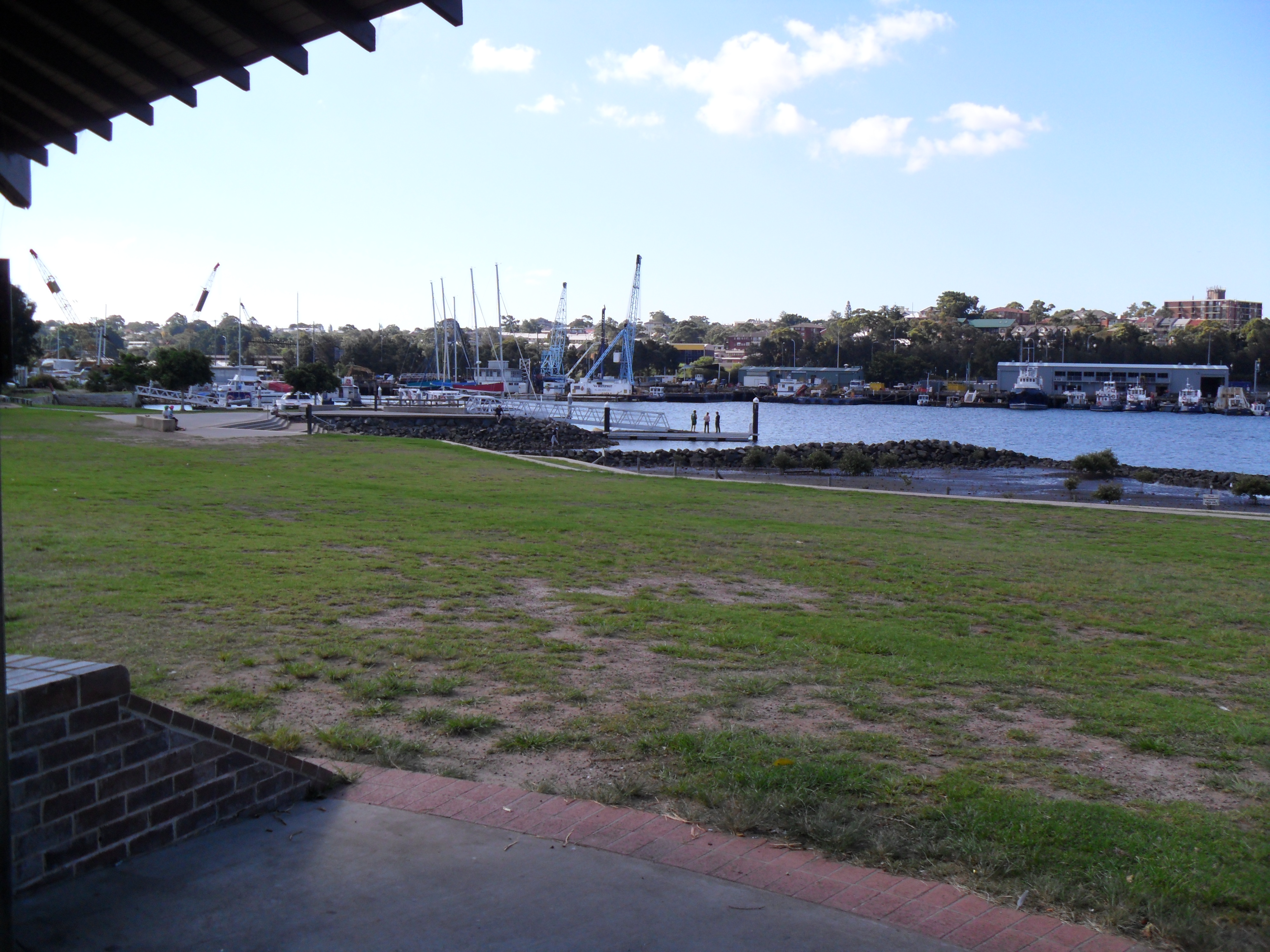
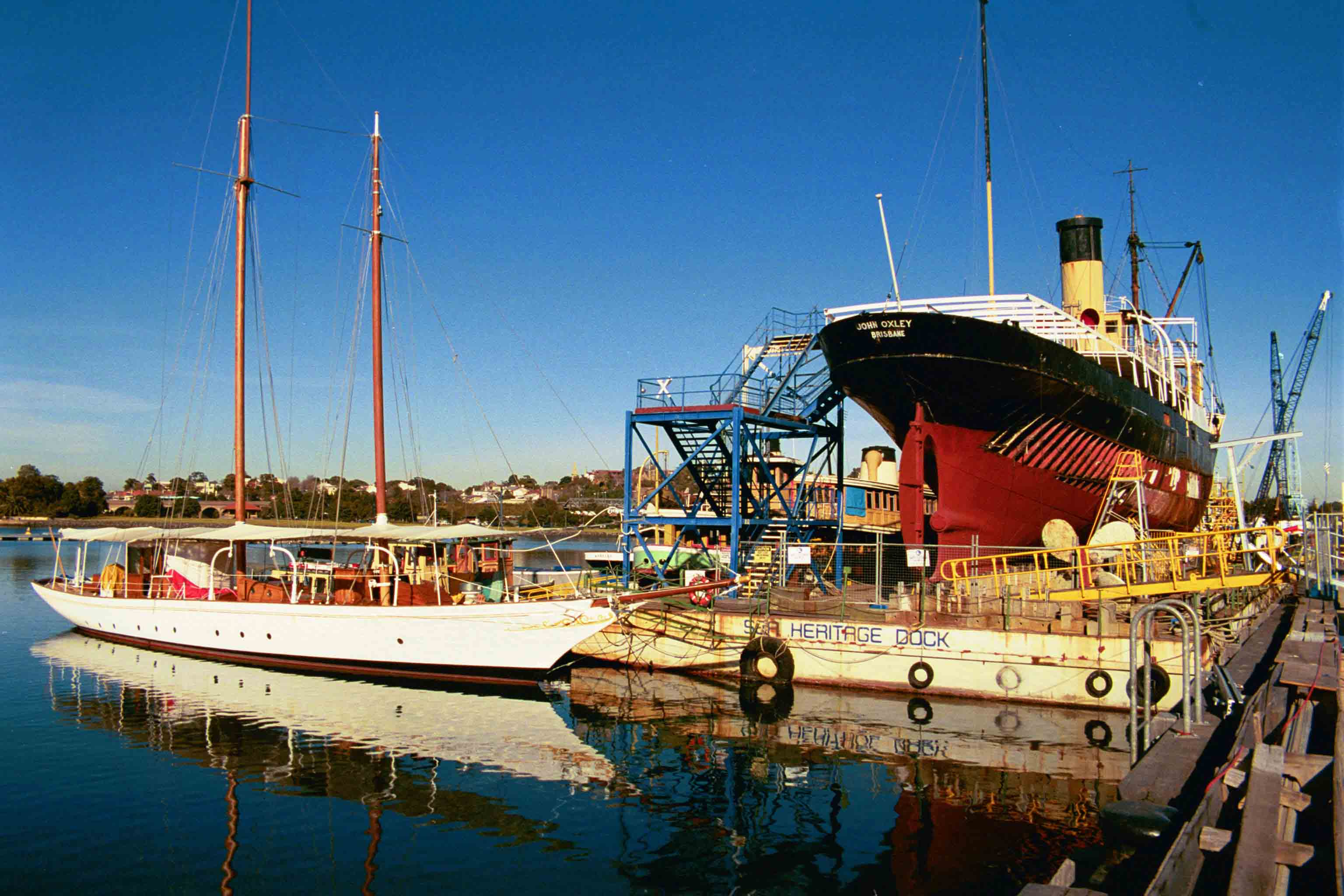
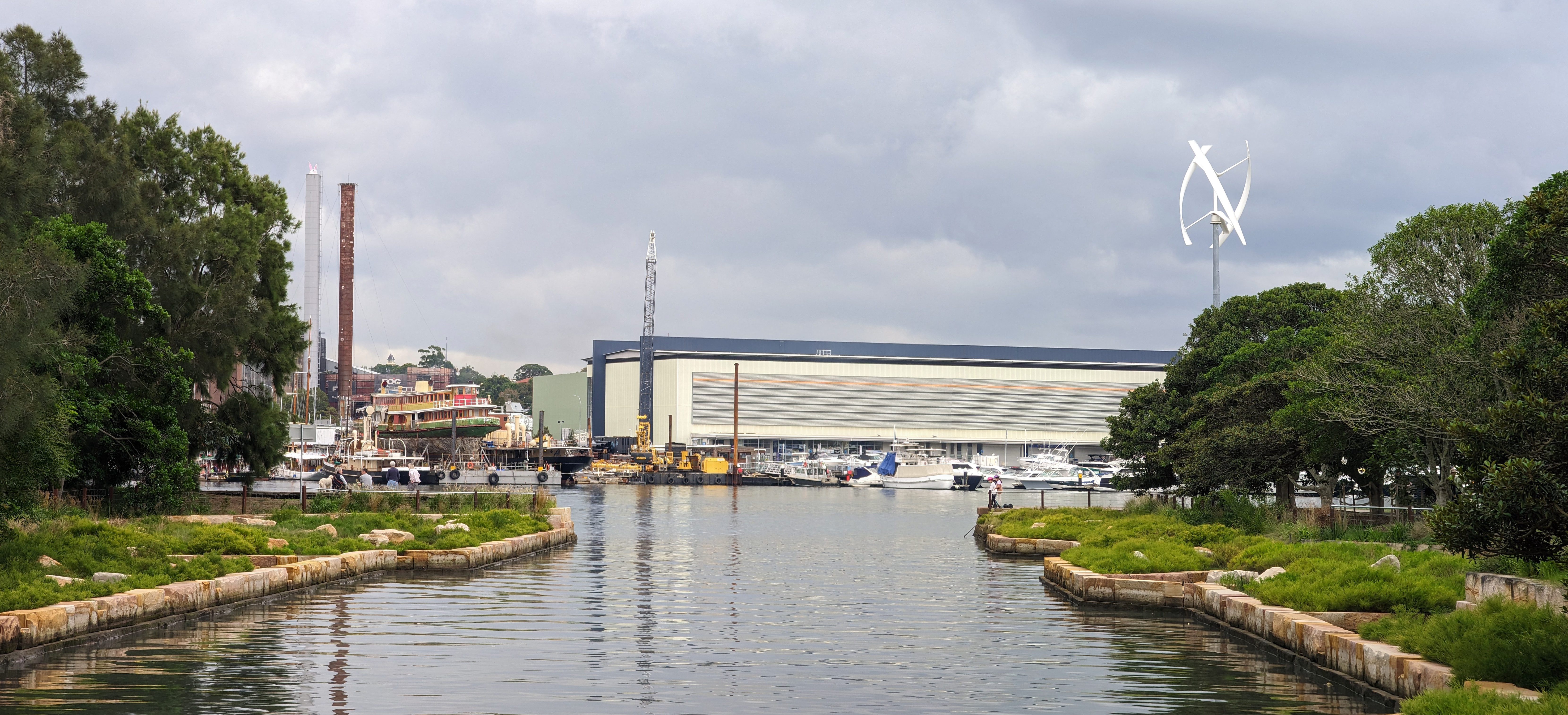